# Юрі Піхл
Юрі Піхл (ест. Jüri Pihl; 17 березня 1954, Кінгісепп (нині Курессааре) — 3 лютого 2019) — естонський державний діяч, ексміністр внутрішніх справ Естонії в другому уряді Андруса Ансипа, віцемер Таллінна (з 2009 року); член Соціал-демократичної партії Естонії.

## Освіта
- 1977–1982 — Тартуський університет, юридичний факультет

## Кар'єра
- 1975–1986 — інспектор 7-го відділу міністерства внутрішніх справ Естонської РСР
- 1986–1988 — начальник відділу кримінальних розслідувань управління внутрішніх справ Талліннського міського СНР
- 1988–1990 — начальник відділу внутрішніх справ Вируського міського СНР
- 1990–1991 — начальник кримінальних розслідувань міста Таллінна
- 1991–1993 — директор охоронної поліції поліцейського департаменту Естонії
- 1993–2003 — головний директор Служби охоронної поліції
- 2003–2005 — головний державний прокурор
- 2005–2007 — канцлер міністерства юстиції
- 2007–2009 — міністр внутрішніх справ
- 2009–2010 — голова Соціал-демократичної партії
- 2009 — віцемер Таллінна

7 березня 2009 був обраний головою Соціал-демократичної партії Естонії (СДПЕ), змінивши на цій посаді Іварі Падара. 16 жовтня 2010 на виборах голови СДПЕ, що пройшли в рамках загальнопартійної з'їзду, отримав майже втричі менше голосів, ніж його головний конкурент Свен Міксер — 124 проти 309.